# Yoshiyuki Shinoda
Yoshiyuki Shinoda (篠田 善之 Shinoda Yoshiyuki?, nacido el 18 de junio de 1971 en Kōfu, Yamanashi) es un exfutbolista y actual entrenador japonés, actualmente dirige al Ventforet Kofu de la J2 League. Jugaba de centrocampista y su último club fue el Avispa Fukuoka de Japón.

## Trayectoria

### Clubes
| Club           | País  | Año         |
| -------------- | ----- | ----------- |
| Kofu SC        | Japón | 1990 - 1991 |
| Avispa Fukuoka | Japón | 1995 - 2004 |